# Peoria City
Il Peoria City è una squadra di calcio di Peoria, Illinois, che gioca nella Heartland Division della USL League Two. I colori della squadra sono rosso, nero e bianco.
Il club è stato fondato dall'ex proprietario del K-W United Barry MacLean insieme a John Dorn. Il primo allenatore del club è stato l'ex giocatore della Major League Soccer Tim Regan. L'esordio del club è stato annunciato per il 2020, posticipato poi al 2021, poiché la stagione 2020 è stata annullata a causa della pandemia di COVID-19.